# جيمس ماكول (سياسي)
جيمس ماكول (بالإنجليزية: James McColl)‏ هو سمسار تأمين وسياسي أسترالي، ولد في 31 يناير 1844 في المملكة المتحدة، وتوفي في 20 فبراير 1929 في ملبورن في أستراليا. حزبياً، نشط في Protectionist Party ‏. وقد انتخب عضو الجمعية التشريعية فيكتوريا عن دائرة Electoral district of Mandurang ‏ (مارس 1886 – مارس 1889) وانتخب عضو مجلس النواب الأسترالي عن دائرة Division of Echuca ‏ (29 مارس 1901 – 5 نوفمبر 1906) وانتخب عضو مجلس الشيوخ الأسترالي ‏ عن دائرة فيكتوريا (1907 – 5 سبتمبر 1914).